# Onychognathus morio
Onychognathus morio е вид птица от семейство Скорецови (Sturnidae).

## Разпространение
Видът е разпространен в Ботсвана, Буркина Фасо, Гвинея, Гвинея-Бисау, Еритрея, Етиопия, Замбия, Зимбабве, Камерун, Демократична република Конго, Кот д'Ивоар, Кения, Лесото, Малави, Мали, Мавритания, Мозамбик, Нигер, Нигерия, Сенегал, Судан, Свазиленд, Танзания, Уганда, Централноафриканската република, Чад, Южна Африка и Южен Судан.